# Amaury Vassili
Amaury Vassili (Rouen, 1989. június 8. –) francia operaénekes, tenor.
Kilencéves korában kezdett el énekelni, amikor az anyja beíratta egy roueni zeneiskolába. Tizennégy évesen megnyert egy zenei tehetségkutató versenyt. Már túl van több sikeres fellépésen is, népszerűségét pedig mi sem bizonyítaná jobban, mint debütáló albuma, amelyből eddig 250 000 példányt adtak el.

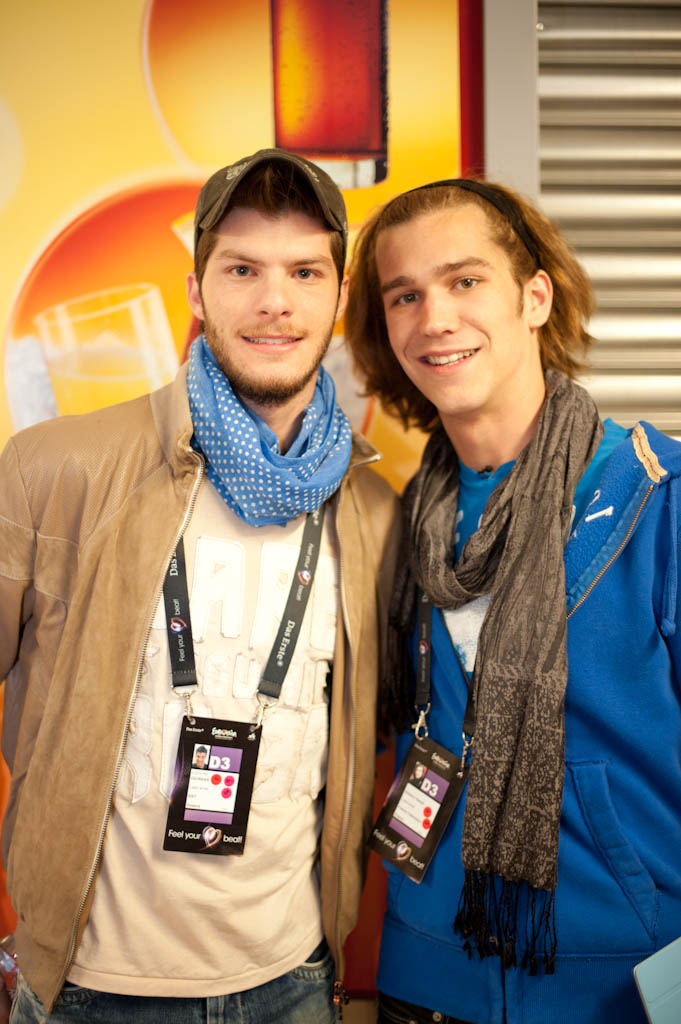
Lúkasz Jórkasz görög versenyzővel, 2011-ben

2011. január 27-én bejelentette az France 3, hogy ő fogja képviselni Franciaországot a 2011-es Eurovíziós Dalfesztiválon Düsseldorfban, ahol korzikaiul a Sognu (Álom) című dalt fogja énekelni. A végső győzelemre is esélyesnek tartott versenyző végül a 15. helyen végzett, de a dala elnyerte a Marcel Bezençon-díjat.

## Fordítás
- Ez a szócikk részben vagy egészben  az   Amaury Vassili című angol Wikipédia-szócikk fordításán alapul.  Az eredeti cikk szerkesztőit annak laptörténete sorolja fel. Ez a jelzés csupán a megfogalmazás eredetét és a szerzői jogokat jelzi, nem szolgál a cikkben szereplő információk forrásmegjelöléseként.